# E3 2014
La Electronic Entertainment Expo 2014, comunament coneguda com a E3 2014, va ser de 20a celebració de la Electronic Entertainment Expo. L'esdeveniment va tenir lloc al Los Angeles Convention Center a Los Angeles a l'estat de Califòrnia del 10 de juny al 12 de juny de 2014, amb 48.900 assistents totals. Com a expositors destaquen Microsoft Corporation, Nintendo, i Sony Computer Entertainment.

## Rodes de premsa

### Microsoft
Microsoft va organitzar una conferència de premsa el 9 de juny a les 9:30 a.m. (PDT).
Va mostrar tràilers per a Forza Horizon 2, Rise of the Tomb Raider, Evolve, Dragon Age: Inquisition, Sunset Overdrive, Project Spark, Ori and the Blind Forest, Halo 5: Guardians, Scalebound, un nou personatge per a Killer Instinct: Temporada 2, unPhantom Dust un recomençament de Crackdown 3 van ser revelats. També hi va haver imatges de videojocs com Assassin's Creed Unity, Call of Duty: Advanced Warfare, Sunset Overdrive, The Witcher 3: Wild Hunt i Tom Clancy's The Division. Halo: The Master Chief Collection, Scalebound i Dance Central Spotlight també es van anunciar.

### Electronic Arts
Electronic Arts va organitzar una conferència de premsa el 9 de juny a les 12:00 p.m. (PDT). Entre els nous títols mostrats es trobava el joc de rol Dragon Age: Inquisition i Mass Effect: Andromeda, el títol d'acció-aventura Mirror's Edge Catalyst i Star Wars Battlefront, el videojoc de tiradors en primera persona Battlefield Hardline i el videojoc de simulació de vida The Sims 4. EA Sports va anunciar una sèrie de llançaments nous, com ara Madden NFL 15, NBA Live 15, FIFA 15, NHL 15 i PGA Tour. Dos projectes sense títol de Criterion Games i BioWare també es van anunciar.

### Ubisoft
Ubisoft va organitzar una conferència de premsa el 9 de juny a les 3:00 p.m. (PDT). Van presentar els propers videojocs d'acció i aventura inclosos Tom Clancy's The Division, The Crew, Valiant Hearts: The Great War i les seqüeles Assassin's Creed Unity i Far Cry 4. Tom Clancy's Rainbow Six Siege i Just Dance 2015 també es van anunciar durant la conferència.

### Sony
Sony va organitzar una conferència de premsa el 9 de juny a les 6:00 p.m. (PDT). El nou CEO de SCEA es va presentar oficialment com Shawn Layden. Una versió blanca nova de la PlayStation 4 es mostra amb el paquet de Destiny que es llançarà al llançament del joc. Els tràilers anunciats es van mostrar per a exclusives de PlayStation Bloodborne by FromSoftware, LittleBigPlanet 3 by Sumo Digital, and Uncharted 4: A Thief's End by Naughty Dog, among others. Trailers were also shown for Grand Theft Auto V, Dead Island 2, No Man's Sky, Destiny, Mortal Kombat X, Far Cry 4, Batman: Arkham Knight, Metal Gear Solid V: The Phantom Pain entre d'altres. Sony també va anunciar una sèrie de televisió original que es va produir a partir de Powers.

### Nintendo
Nintendo per segona vegada consecutiva, a l'E3 va decidir renunciar a la celebració d'una conferència de premsa tradicional a favor d'un anunci previ, va facturar l'esdeveniment Nintendo Digital, que es va transmetre en línia el 10 de juny a les 9:00 am (PDT) amb un comunicat de premsa adjunt. Anclat pel COO de Nintendo of America Reggie Fils-Aimé i presentant esbossos stop-motion dels productors de Robot Chicken, l'esdeveniment Digital va seguir principalment un format documental amb imatges de videojocs i tràilers acompanyades d'entrevistes curtes amb desenvolupadors. Durant aquest esdeveniment, Nintendo va mostrar els pròxims títols inclosos Super Smash Bros. per a Nintendo 3DS i Wii U, Yoshi's Woolly World, Bayonetta 2 de PlatinumGames, un spin-off de Zelda Koei Tecmo Hyrule Warriors, i Xenoblade Chronicles X per Monolith Soft, entre d'altres. Va ser primera vegada que es revela el següent Legend of Zelda per a Wii U, Mario Maker, Captain Toad: Treasure Tracker, Kirby and the Rainbow Curse, el tirador multijugador Splatoon i una mirada anticipada a la títol més nou deStar Fox per a Wii U. L'esdeveniment Digital també va presentar el debut de la plataforma de Nintendo NFC, revelat com Amiibo.

## Llista d'expositors notables
Aquesta és una llista dels principals expositors de videojocs que van fer aparicions a l'E3 2014.
| - 2K - 505 - Activision Blizzard - Atlus - Aksys Games - Bandai Namco - Bethesda - Capcom - CD Projekt RED - Crytek | - Deep Silver - Devolver Digital - Disney - Electronic Arts - Epic - Konami - Microsoft - Natsume - Nintendo - NIS | - Rockstar Games - Sega - Sony - Square Enix - Koei Tecmo - Telltale - Ubisoft - Warner Bros. - XSEED - Zynga |

## Llista de videojocs
Aquesta és una llista de títols notables que van aparèixer a l'E3 2014.
| 2K - Borderlands: The Pre-Sequel (PC / PS3 / Xbox 360) - Civilization: Beyond Earth (PC) - Evolve (PC / PS4 / Xbox One) - NBA 2K15 (PC / PS3 / PS4 / Xbox 360 / Xbox One) - WWE 2K15 (PS3 / PS4 / Xbox 360 / Xbox One) 505 - Defense Grid 2 (PC / PS4 / Xbox One) - Sniper Elite III (PC / PS3 / PS4 / Xbox 360 / Xbox One) Activision Blizzard - Call of Duty: Advanced Warfare (PC / PS3 / PS4 / Xbox 360 / Xbox One) - Destiny (PS3 / PS4 / Xbox 360 / Xbox One) - Skylanders: Trap Team (3DS / PS3 / PS4 / Wii / Wii U / Xbox 360 / Xbox One) Aksys Games - Guilty Gear Xrd (PS4, PS3) Atlus - Abyss Odyssey (PC / PS3 / Xbox 360) - Citizens of Earth (3DS / PC / PS4 / Vita / Wii U) - Persona 4 Arena Ultimax (PS3, 360) - Persona 4: Dancing All Night (PS Vita) - Persona Q: Shadow of the Labyrinth (3DS) Bandai Namco - Dragon Ball Xenoverse (PS3 / PS4 / Xbox 360 / Xbox One) - Lords of the Fallen (PC / PS4 / Xbox One) - Naruto Shippuden: Ultimate Ninja Storm Revolution (PC / PS3 / Xbox 360) - Rise of Incarnates (PC) - Sword Art Online: Hollow Fragment (Vita) - Tales of Hearts R (Vita) - Tales of Xillia 2 (PS3) Bethesda - BattleCry (PC) - Doom (PC / PS4 / Xbox One) - The Evil Within (PC / PS3 / PS4 / Xbox 360 / Xbox One) Capcom - Dead Rising 3 (PC) - Deep Down (PS4) - Monster Hunter 4 Ultimate (3DS) - Phoenix Wright: Ace Attorney Trilogy (3DS) - Professor Layton vs. Phoenix Wright: Ace Attorney (3DS) - Ultra Street Fighter IV (PC / PS3 / Xbox 360) Crytek - Arena of Fate (PC) - Hunt: Showdown (PC / PS4 / Xbox One) Deep Silver - Dead Island 2 (PC / PS4 / Xbox One) - Homefront: The Revolution (PC / PS4 / Xbox One) - Metro: Redux (PC / PS4 / Xbox One) Devolver Digital - Broforce (PC) - Hotline Miami 2: Wrong Number (PC) - Not a Hero (PC) Disney - Disney Infinity: Marvel Super Heroes (PC / PS3 / PS4 / Wii U / Xbox 360 / Xbox One) - Fantasia: Music Evolved (Xbox 360 / Xbox One) | Electronic Arts - Battlefield Hardline (PC / PS3 / PS4 / Xbox 360 / Xbox One) - Dragon Age: Inquisition (PC / PS3 / PS4 / Xbox 360 / Xbox One) - EA Sports PGA Tour (TBA) - EA Sports UFC (PS4 / Xbox One) - FIFA 15 (3DS / PC / PS3 / PS4 / PS Vita / Wii / Xbox 360 / Xbox One) - Madden NFL 15 (PS3 / PS4 / Xbox 360 / Xbox One) - Mass Effect 4 (TBD) - Mirror's Edge Catalyst (PC / PS4 / Xbox One) - NHL 15 (PS3 / PS4 / Xbox 360 / Xbox One) - The Sims 4 (PC) - Star Wars Battlefront (PC / PS4 / Xbox One) Focus Home Interactive - Sherlock Holmes: Crimes & Punishments (PC / PS3 / PS4 / Xbox 360 / Xbox One) - Styx: Master of Shadows (PC / PS4 / Xbox One) Kojima Productions - Metal Gear Solid V: The Phantom Pain (PC / PS3 / PS4 / Xbox 360 / Xbox One) Microsoft - Below (PC / Xbox One) - Crackdown 3 (Xbox One) - D4: Dark Dreams Don't Die (Xbox One) - Fable Legends (Xbox One) - Forza Horizon 2 (Xbox 360 / Xbox One) - Halo 5: Guardians (Xbox One) - Halo: The Master Chief Collection (Xbox One) - Inside (Xbox One) - Killer Instinct: Season 2 (Xbox One) - Ori and the Blind Forest (Xbox One / PC) - Phantom Dust (Xbox One) - Project Spark (PC / Xbox 360 / Xbox One) - Quantum Break (Xbox One) - Scalebound (Xbox One) - Sunset Overdrive (Xbox One) Natsume - Alphadia Genesis (Wii U) - A-Train: City Simulator (3DS) - End of Serenity (PSP) - Harvest Moon: The Lost Valley (3DS) - Reel Fishing: Master's Challenge (PS Vita) Nintendo - Art Academy (Wii U) - Bayonetta 2 (Wii U) - Captain Toad: Treasure Tracker (Wii U) - Code Name: S.T.E.A.M. (3DS) - Devil's Third (Wii U) - Fossil Fighters: Frontier (3DS) - Hyrule Warriors (Wii U) - Kirby and the Rainbow Curse (Wii U) - The Legend of Zelda (Wii U) - Mario Maker (Wii U) - Mario Party 10 (Wii U) - Mario vs. Donkey Kong: Tipping Stars (Wii U) - Pokémon Omega Ruby i Alpha Sapphire (3DS) - Pushmo World (Wii U) - Splatoon (Wii U) - Star Fox (Wii U) - Super Smash Bros. per a Nintendo 3DS i Wii U (3DS / Wii U) - Xenoblade Chronicles X (Wii U) - Yoshi's Woolly World (Wii U) NIS - Danganronpa 2: Goodbye Despair (Vita) - Disgaea 4: A Promise Revisited (Vita) - Fairy Fencer F (PS3) - Natural Doctrine (PS3 / PS4 / PS Vita) | Rockstar Games - Grand Theft Auto V (PC / PS4 / Xbox One) Sega - Alien: Isolation (PC / PS3 / PS4 / Xbox 360 / Xbox One) - Hatsune Miku: Project DIVA F 2nd (PS3 / Vita) - Sonic Boom (3DS / Wii U) Sony - Abzû (PS4 / PSVita) - Big Fest (PSVita) - The Binding of Isaac: Rebirth (PC / PS3 / PS4 / PS Vita) - Bloodborne (PS4) - Driveclub (PS4) - Entwined (PS3 / PS4 / PS Vita) - Freedom Wars (PS Vita) - Grim Fandango Remastered (PS4/ PS Vita) - Just Survive (PC / PS4) - Helldivers (PS3 / PS4 / PS Vita) - Hohokum (PS3 / PS4 / PS Vita) - Infamous First Light (PS4) - Kingdom Under Fire II (PC / PS4) - The Last of Us Remastered (PS4) - Let It Die (PS4) - LittleBigPlanet 3 (PS3 / PS4) - No Man's Sky (PS4) - The Order: 1886 (PS4) - Ratchet & Clank Reboot (PS4) - Rime (PS4) - Uncharted 4: A Thief's End (PS4) Square Enix - Final Fantasy XIV: A Realm Reborn (PC / PS3 / PS4) - Hitman: Sniper (iOS / Android) - Kingdom Hearts HD 2.5 Remix (PS3) - Lara Croft and the Temple of Osiris (PC / PS4 / Xbox One) - Murdered: Soul Suspect (PC / PS3 / PS4 / Xbox One) - Nosgoth (PC) - Rise of the Tomb Raider (Xbox 360 / Xbox One) - Theatrhythm Final Fantasy: Curtain Call (3DS) Telltale - Tales from the Borderlands (PC / PS3 / PS4 / PS Vita / Xbox 360 / Xbox One) Ubisoft - Assassin's Creed Unity (PC / PS4 / Xbox One) - The Crew (PC / PS4 / Xbox One) - Far Cry 4 (PC / PS3 / PS4 / Xbox 360 / Xbox One) - Just Dance 2015 (PS3 / PS4 / Wii / Wii U / Xbox 360 / Xbox One) - Shape Up (Xbox One) - Tom Clancy's Rainbow Six Siege (PC / PS4 / Xbox One) - Tom Clancy's The Division (PC / PS4 / Xbox One) - Valiant Hearts: The Great War (PC / PS3 / PS4 / Xbox 360 / Xbox One) Warner Bros. - Batman: Arkham Knight (PC / PS4 / Xbox One) - Dying Light (PC / PS3 / PS4 / Xbox 360 / Xbox One) - Lego Batman 3: Beyond Gotham (3DS / PC / PS3 / PS4 / Vita / Xbox 360 / Xbox One / Wii U) - Middle-earth: Shadow of Mordor (PC / PS3 / PS4 / Xbox 360 / Xbox One) - Mortal Kombat X (PC / PS3 / PS4 / Xbox 360 / Xbox One) - The Witcher 3: Wild Hunt (PC / PS4 / Xbox One) XSEED Games - Akiba's Trip: Undead & Undressed (PS3 / Vita) - Brandish: The Dark Revenant (PSP) - Corpse Party (PC) - Senran Kagura Bon Appétit! (Vita) - Senran Kagura: Estival Versus (Vita) - Story of Seasons (3DS) |